# Lode Craeybeckx
Lode Craeybeckx, né à Anvers le 24 novembre 1897 et décédé le 25 juillet 1976 dans la même ville, est un homme politique belge socialiste. Il a été député national et bourgmestre de Deurne puis d'Anvers, dont il est un des principaux architectes de la reconstruction après la Seconde Guerre mondiale.
Il est le bourgmestre étant resté en poste le plus longtemps à Anvers. Cinq ans après sa mort, la commune a décidé de donner son nom au Craeybeckxtunnel, reliant le ring d'Anvers à l'autoroute E19.
Il est inhumé au Cimetière du Schoonselhof à Anvers.

## Carrière politique
- 1932-1968 : député national
- 1933-1937 : bourgmestre de Deurne
- mars 1946 : Ministre des colonies
- 1947-1976 : bourgmestre d'Anvers